# Burmoniscus microlobatus
Burmoniscus microlobatus är en kräftdjursart som först beskrevs av Albert Vandel 1970.  Burmoniscus microlobatus ingår i släktet Burmoniscus och familjen Philosciidae. Inga underarter finns listade i Catalogue of Life.